# Robert Amadou
Robert Amadou (Bois-Colombes, 16 de fevereiro de 1924 — Paris, 14 de março de 2006) foi um pesquisador da moderna parapsicologia.

## Biografia
Licenciado em Letras e Licenciado em Filosofia pela Universidade de Paris, fez também estudos de Teologia, foi parapsicólogo contemporâneo, da Escola Teórica. Foi diretor durante muitos anos da Revista Metapsiquica, do IMI. Estudou todos os fenômenos parapsicológicos.
Seus livros principais são A Parapsicologia, Paris, 1954 - Os Grandes Médiuns, 1957, infelizmente boa parte de sua obra deixa entrever certo ranço proselitista pró-Igreja católica e, indo contra as pesquisas dos maiores metapsiquistas e parapsicólogos da Society for Psychical Research (Gauld, 1986) e do IMI (Geley, 2001; Richet, 2013), que encontram base factual no trabalho de grandes médiuns (Pipier, Leonardo, Paladino, Hume), Amadou basicamente se esforça por refutar as proposições do Espiritismo, o que explica o fato de seu legado ser, atualmente, praticamente só discutido no Brasil, em especial pelo conhecido Pe. Quevedo, que segue o seu estilo e ideias. Um estudo apropriado de pesquisadores recentes como Ian Stevenson (Gauld, 1986), Charles Tart (2012) e Rupert Sheldrake (2014) podem apontar as sérias limitações teóricas e epistêmicas de Amadou e Quevedo.
Amadou foi secretario de vários Congressos Internacionais de Parapsicologia celebrados na Europa: A Ciência e o Paranormal. ´´A ER. Colóquio Internacional Parapsicologia´´ (Utrecht, 1953)   ´´As Entrevistas de Saint-Paul-de Vence´´ (1954), Paris, 1955.